# Catedral del Sagrado Corazón (Richmond)
La Catedral del Sagrado Corazón o simplemente Catedral católica de Richmond (en inglés: Cathedral of the Sacred Heart) es un edificio religioso en Richmond, Virginia, en Estados Unidos que funciona como la sede de la diócesis de Richmond. La propiedad se encuentra a lo largo de la calle Laurel del norte en 800 South Cathedral Place, frente a parque de Monroe a una cuadra al norte de la calle principal. La construcción de la catedral se inició en 1903, financiadoa por donaciones de la Fortuna de Thomas Ryan y su esposa; que era la única catedral en ese momento se sabe que fue construida por el patrocinio exclusivo de una sola familia.
La catedral fue terminada en 1905 y consagrada el Día de Acción de Gracias, el 29 de noviembre de 1906. La catedral es un punto histórico de Virginia y está en el registro nacional de lugares históricos de Estados Unidos.

## Véase también

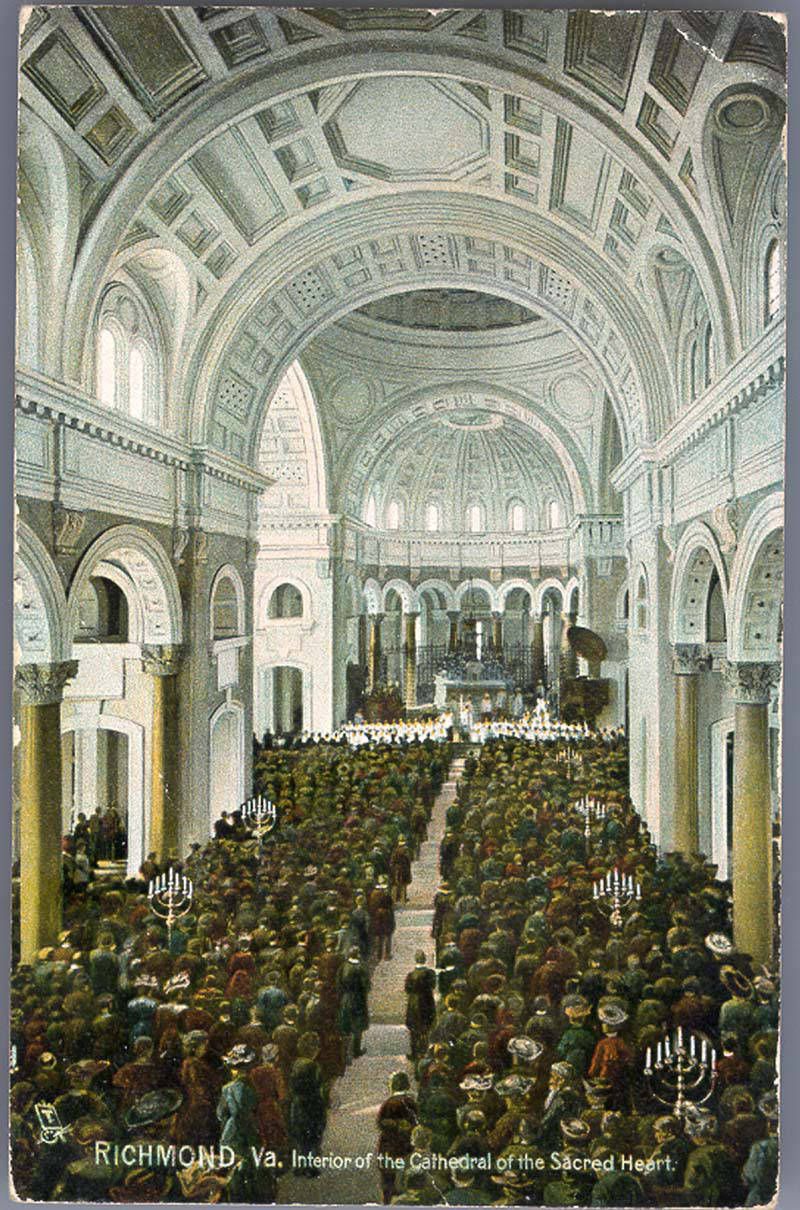
Representación antigua de la Vista interna del templo